# Fluweelmijten
Fluweelmijten (Trombidiidae) zijn een familie binnen de orde (Prostigmata).

## Kenmerken
Het lichaam van deze mijten is bedekt met fluweelachtige rode of oranje haren. Het dier scheidt een olieachtige stof af, waardoor schimmels geen vat op de haren kunnen krijgen.

## Leefwijze
Het voedsel van deze dieren bestaat uit insecteneieren. Hun leven begint echter parasitair op insecten, spinnen en hooiwagen.

## Voortplanting
Na een regenbui komen deze dieren vaak uit de grond om te paren en eieren af te zetten.

## Verspreiding en leefgebied
Deze familie komt wereldwijd voor in tropische streken, in of op de grond, sommige in zoet water.

## In Nederland waargenomen soorten
- Genus: Allothrombium
  - Allothrombium adustum
  - Allothrombium fuligineum
  - Allothrombium fuliginosum
  - Allothrombium incarnatum
  - Allothrombium molliculum
- Genus: Paratrombium
  - Paratrombium rubropurpureum
- Genus: Trombidium
  - Trombidium holosericeum - (Fluweelmijt)
  - Trombidium latum
  - Trombidium parasiticum
  - Trombidium poriceps